# Bahnhof Flörsheim (Main)
Der Bahnhof Flörsheim (Main) (DS100-Code: FFH) ist der Bahnhof der südhessischen Stadt Flörsheim am Main. Er liegt an der Taunus-Eisenbahn von Frankfurt (Main) Hauptbahnhof nach Wiesbaden Hauptbahnhof.

## Geschichte
Mit der Eröffnung einer der ersten Bahnstrecken Deutschlands, der Taunus-Eisenbahn zwischen der Freien Stadt Frankfurt und der Hauptstadt des Herzogtums Nassau, Wiesbaden, am 13. April 1840 wurde auch der Bahnhof in Flörsheim in Betrieb genommen.
Seit der Betriebsaufnahme der S-Bahn Rhein-Main im Mai 1978 hält deren Linie S1 auch in Flörsheim.

## Empfangsgebäude
Aus der Erbauungszeit stammt der Kern des klassizistischen Empfangsgebäudes des Bahnhofs Flörsheim. Es wurde 1839 nach einem Entwurf des Mainzer Bezirksbaumeisters Ignaz Opfermann errichtet, später aber stark verändert. Es ist damit der Torso eines der ältesten erhaltenen Empfangsgebäude Deutschlands. Konzipiert wurde der völlig neue Gebäudetyp als Funktionsgebäude mit symmetrischem Baukörper und Satteldach, was typisch für die Bahnhöfe entlang der alten Taunusbahnstrecke ist.
1875 wurde das Obergeschoss als Wohnung für den Bahnhofsvorsteher angebaut und der hölzerne Güterschuppen mit typischem, weit auskragendem Dach hinzugefügt. Im Erdgeschoss befanden sich eine Schalterhalle, ein Aufsichtsraum und die Güterabfertigung. Um 1910 wurde die Unterführung errichtet. Die Anlage ist Teil der Route der Industriekultur Rhein-Main Hessischer Unterer Main.
Nach der Sanierung des Gebäudes bezog das Stadtbüro der Stadt Flörsheim das historische Bahnhofsgebäude; welches sich mittlerweile im neu gebauten Rathaus befindet. Bis Juli 2024 befand sich im Erdgeschoss eine Bäckerei, welche in das ehemalige Krankenhaus umgezogen ist. Ein Ladengeschäft mit italienischen Waren soll im Mai/Juni 2025 in den Bahnhof ziehen. Des Weiteren befindet sich im Obergeschoss eine Wohnung. Der ehemalige Güterschuppen beherbergt heute einen Kinder- und Jugendtreff.
Das Empfangsgebäude ist ein Kulturdenkmal aufgrund des Hessischen Denkmalschutzgesetzes.

## Infrastruktur

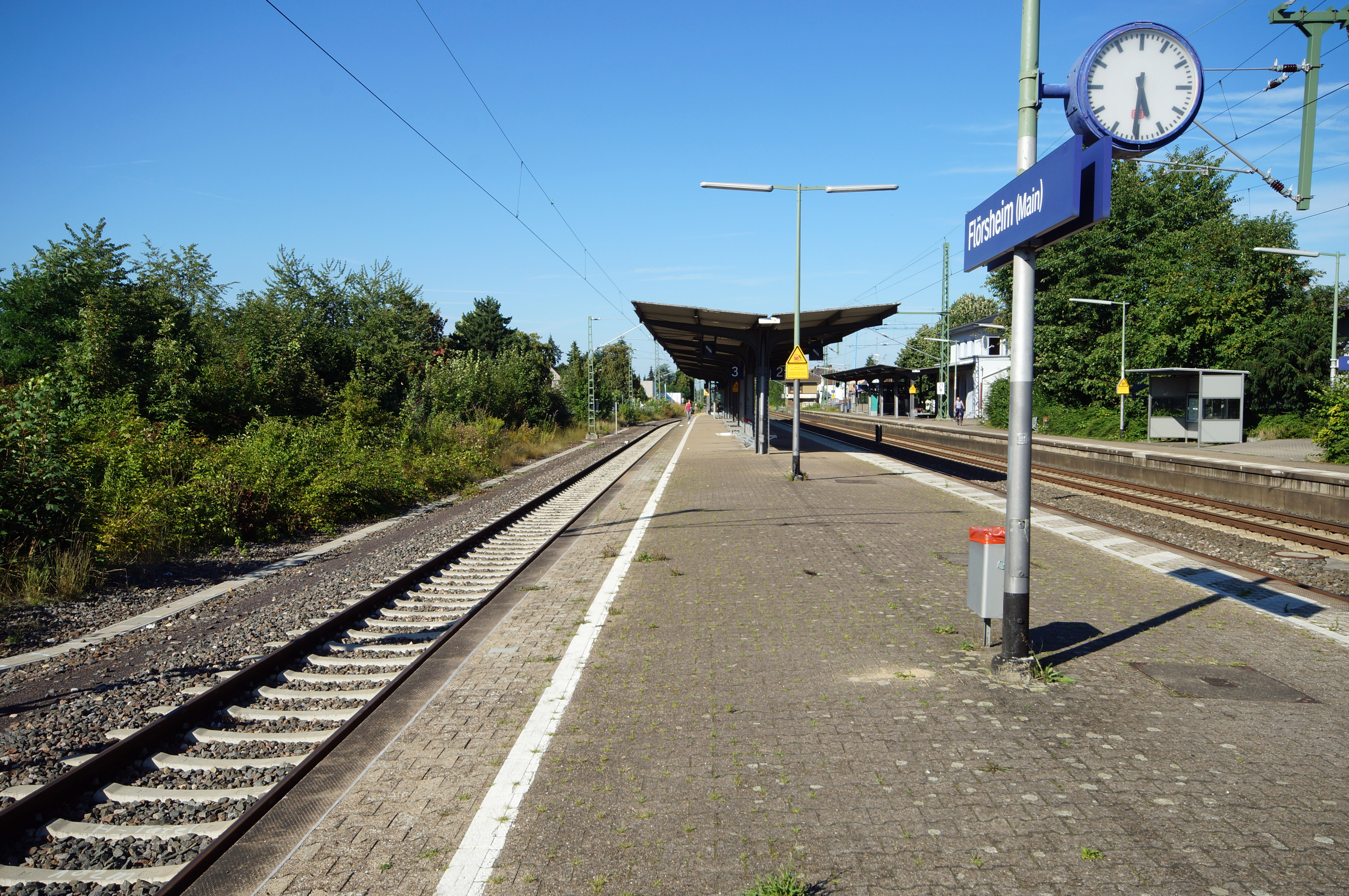
Bahnsteige des Bahnhofs Flörsheim (Main)

Am dreigleisigen Bahnhof Flörsheim (Main) halten ausschließlich Züge der Linie S1 der S-Bahn Rhein-Main. Er besitzt einen Haus- und einen Inselbahnsteig. Auf den Gleisen 1 und 2 fahren die regulären S-Bahnen über Hattersheim, Frankfurt-Höchst, den Frankfurter Hauptbahnhof, die City-Tunnel Frankfurt und Offenbach, Obertshausen und Rodgau nach Ober-Roden (Gleis 1) sowie nach Wiesbaden Hauptbahnhof über Hochheim und Mainz-Kastel (Gleis 2). Gleis 3 dient als Ausweichgleis bei Überholungen oder Bauarbeiten sowie für die in Flörsheim endenden und startenden Taktverstärker der S1.
Der Flörsheimer Bahnhof ist insoweit barrierefrei, als dass an den Bahnsteigen ein Aufzug existiert. Die Bahnsteige sind jedoch für die eingesetzten Triebzüge der Baureihe 430 zu niedrig: Rollstuhlfahrer benötigen hier noch immer Hilfe beim Ein- und Aussteigen.
Die Zufahrt zu weiteren Gleisen (die oft als Abstellgleise für Züge in/vom Tanklager dienten), zur Gleiswaage, zur Laderampe, der Ladestraße (auf der früher in der Kampagne Rübenverladung stattfand) und zum ehemaligen Hertie-Lager wurden im Zuge des Baues der Bahn-Unterführung zwischen 2011 und 2013 abgetrennt.
Seit dem Jahr 2024 finden umfangreiche Bauarbeiten statt zur Errichtung eines elektronischen Stellwerkes. Dieses soll bis 2028 errichtet und in Betrieb sein und den Zugbetrieben zwischen Mainz-Kostheim und Hattersheim steuern. Damit wird das einzige verbleibende Stellwerk von ehemals zwei überflüssig.

## Betrieb
Flörsheim liegt im Tarifgebiet des Rhein-Main-Verkehrsverbundes (RMV) und wird ausschließlich von Zügen der S-Bahn Rhein-Main befahren.

### S-Bahn
Die S-Bahnen fahren montags bis freitags im Halbstundentakt auf der Strecke Wiesbaden Hauptbahnhof – Rödermark-Ober-Roden. In den Hauptverkehrszeiten wird dieser Takt auf einen Viertelstundentakt ausgeweitet, wobei jeder zweite Zug in Flörsheim endet.
| Linie | Verlauf | Takt                                                                                     |
| ----- | --- | ---------------------------------------------------------------------------------------- |
| S1    | Wiesbaden Hbf – Wiesbaden Ost – Mainz-Kastel – Hochheim (Main) – Flörsheim (Main) – Eddersheim – Hattersheim (Main) – Frankfurt-Sindlingen – Frankfurt-Höchst Farbwerke – Frankfurt-Höchst – Frankfurt-Nied – Frankfurt-Griesheim – Frankfurt (Main) Hbf tief – Frankfurt (Main) Taunusanlage – Frankfurt (Main) Hauptwache – Frankfurt (Main) Konstablerwache – Frankfurt (Main) Ostendstraße – Frankfurt (Main) Mühlberg – Offenbach-Kaiserlei – Offenbach Ledermuseum – Offenbach Marktplatz – Offenbach (Main) Ost – Offenbach-Bieber – Offenbach-Waldhof – Obertshausen – Rodgau-Weiskirchen – Rodgau-Hainhausen – Rodgau-Jügesheim – Rodgau-Dudenhofen – Rodgau-Nieder-Roden – Rodgau-Rollwald – Rödermark-Ober Roden | 30 min 15 min (Hochheim–Rödermark zur HVZ und Flörsheim–Offenbach Ost werktags tagsüber) |

### Busverkehr
Am Flörsheimer Bahnhof gibt es zwei verschiedene Bushaltestellen:
- An der auf der Südseite am Willy-Brandt-Platz gelegenen Bushaltestelle Flörsheim Bahnhof Südseite verkehren die Rüsselsheimer Stadtbuslinie 1 (Flörsheim – Rüsselsheim) sowie die Regionalbuslinie 809 (Hofheim – Flörsheim – Hochheim) und die AST-Linie 818 (Flörsheim – Wicker – Weilbach).
- An der als kleiner Busbahnhof ausgeführten Bushaltestelle Flörsheim Bahnhof Nordseite auf der Nordseite des Flörsheimer Bahnhof am P+R-Parkplatz fahren die Regionalbuslinien 809 (Hofheim – Flörsheim – Hochheim) und 819 (Flörsheim – Wicker – Weilbach) sowie die AST-Linien 818 und 819 (beide Flörsheim – Wicker – Weilbach) ab.